# Fazilitäten-Gemeinde

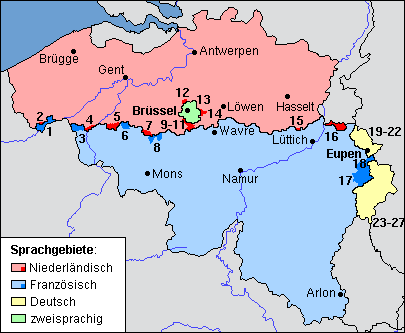
Die Fazilitäten-Gemeinden in Belgien

Die Fazilitäten-Gemeinden (oder „Gemeinden mit Spracherleichterungen“, niederländisch Faciliteitengemeente, französisch commune à facilités) sind jene Gemeinden in Belgien, in denen gewisse Einrichtungen und öffentliche Dienste der betreffenden Gemeinde nicht nur in der jeweiligen Regionalsprache, sondern zusätzlich in einer anderen Landessprache angeboten werden müssen. Umfang und Art dieser Fazilitäten sind gesetzlich geregelt.
Die Region Brüssel-Hauptstadt hat ein eigenes zweisprachiges Statut (französisch/niederländisch) und fällt also nicht unter die Kategorie der Fazilitäten-Gemeinden.

## Geschichte
Bis zur endgültigen Festlegung der heutigen Sprachengrenze 1963 in Belgien wurde die Einführung sprachlicher Erleichterungen von den Resultaten der turnusmäßig alle zehn Jahre stattgefundenen „Sprachenzählungen“ abhängig gemacht. Nachdem diese Zählungen nicht zuletzt auf Druck der Flamen hin abgeschafft worden waren, musste eine dauerhafte Lösung gefunden werden. Gewisse Gemeinden, in denen sowohl niederländisch- oder deutschsprachige als auch frankophone Einwohner wohnten, wurden Fazilitäten-Gemeinden. Im Prinzip bekam eine Gemeinde dieses Statut, sofern der Anteil der sprachlichen Minderheit in ihr mindestens 30 % betrug. Intendiert waren die Integration der sprachlichen Minderheiten in ihre Umgebung (vor allem am Rand der Agglomeration Brüssel) sowie die Gewährung eines Schutzes für historisch gewachsene Minderheiten entlang der niederländisch-französischen bzw. der französisch-deutschen Sprachengrenze.
Die praktische Einführung war weitaus komplizierter und sorgte vielfach für Unzufriedenheit. So wurde seitens der Flamen darauf hingewiesen, dass die unmittelbar an der niederländisch-französischen Sprachgrenze in Wallonisch-Brabant gelegenen Gemeinden Waterloo und La Hulpe (Terhulpen) bei der Festlegung der Sprachengrenze jeweils mehr als 30 % niederländischsprachige Einwohner zählten, dieses Statut einer Fazilitäten-Gemeinde jedoch nicht bekamen. Auch hatte sich gezeigt, dass bei der Sprachenzählung 1947 in einigen Gemeinden zu unredlichen Mitteln gegriffen worden war. Die Einwohner von Enghien (Edingen) etwa waren dazu gedrängt worden, sich als frankophon oder wenigstens als zweisprachig (mit Französisch als Muttersprache) registrieren zu lassen, wodurch die Gemeinde an dem Rand des frankophonen Gebietes zu liegen kam. Nicht zuletzt wurde kritisiert, dass als Resultat der damaligen Sprachenzählung eine Reihe von Orten und Ortsteilen von Flandern nach Wallonien bzw. von Wallonien nach Flandern ohne jeden Schutz für die in ihnen vorhandenen sprachlichen Minderheiten überführt worden waren.
In Voeren (Fourons) formierte sich eine Gruppe wallonisch Gesinnter, die sich gegen die Ausgliederung der Voerstreek aus der Provinz Lüttich und die Eingliederung in die flämische Provinz Limburg im Jahr 1963 wehrte. Als 1982 der aus der Wallonie stammende José Happart, der kein Wort Niederländisch sprach, zum Bürgermeister gewählt wurde, führte dies zu Spannungen bis zu Regierungskrisen. Der Konflikt endete erst 1989 mit der Abwahl Happarts.

## Die Fazilitäten in der Praxis

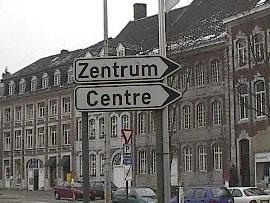
Doppeltes (zweisprachiges) Verkehrsschild in Eupen

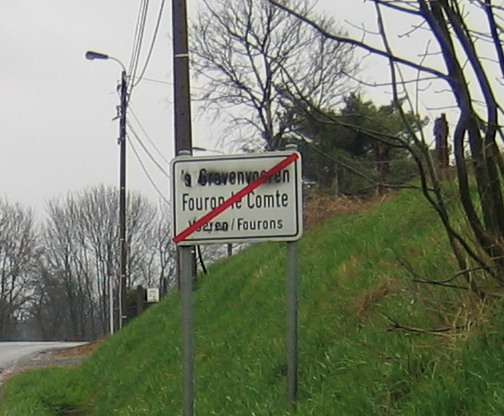
Symptome des Sprachenkampfes in Voeren

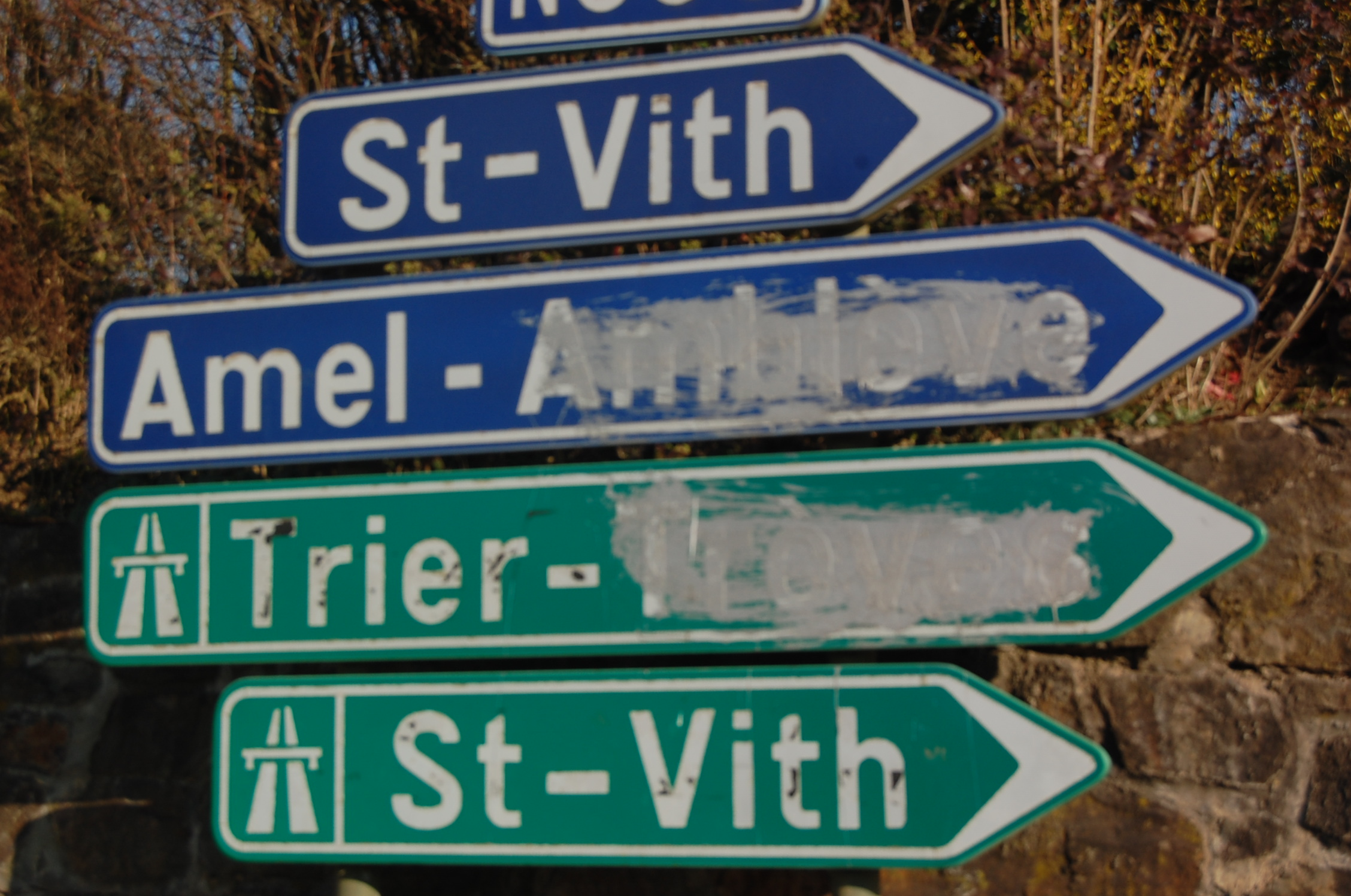
Ablehnung der französischen Bezeichnung in der DG

In den Fazilitäten-Gemeinden werden Berichte und Beschlüsse des Gemeinderats zweisprachig verfasst, wobei die Regionalsprache als erste gebraucht wird. Auf den Bahnhöfen der Nationalen Gesellschaft der Belgischen Eisenbahnen (NMBS/SNCB) wird in den wallonischen Fazilitäten-Gemeinden sowohl der französische als auch der niederländische Stationsname gebraucht (Enghien/Edingen, Comines/Komen, Mouscron/Moeskroen). In den flämischen Fazilitäten-Gemeinden einschließlich ihrer Teilgemeinden ist der Gebrauch französischer Namen und Beschriftungen für Plätze, Straßen, Wegweiser etc. seit Dezember 2006 offiziell abgeschafft. So darf zum Beispiel ein Schaffner in Flandern nur „Guten Morgen“ auf Niederländisch „Goeiemorgen“ sagen und nicht zusätzlich auf Französisch „Bonjour“.
Seit dem 30. Juli 1963 bestehen Fazilitäten für den Bereich des Schulunterrichts, wodurch am Rand des niederländischen Sprachgebietes Grundschulen für frankophone Kinder eingerichtet werden können. Gleiches gilt für die 24 (seit 1977 neun) Gemeinden der Deutschsprachigen Gemeinschaft sowie für 15 (seit 1977 fünf) frankophone Nachbargemeinden, wo es sowohl deutsch- als auch französischsprachige Schulen gibt bzw. geben kann. Dagegen gibt es in Wallonien fast keinen niederländischsprachigen Unterricht, was zum einen auf die größere Integrationsbereitschaft der Flamen und zum anderen auf den administrativen und politischen Druck seitens der frankophonen Gemeindeverwaltungen zurückzuführen ist. So weigert sich die Französische Gemeinschaft bislang, die einzige niederländischsprachige Grundschule auf ihrem Territorium in Comines-Warneton (Komen-Waasten) zu unterstützen, während die Flämische Gemeinschaft die frankophonen Schulen in ihren Fazilitäten-Gemeinden großzügig unterstützt (mit fast zehn Millionen Euro im Jahr 2004) und darüber hinaus den Unterhalt der niederländischsprachigen Schule in Comines-Warneton bestreitet.
In den sechs Randgemeinden (s. u.) um die Agglomeration Brüssel sowie in Comines-Warneton (Komen-Waasten) und Voeren (Fourons) besteht die Besonderheit, dass sowohl der Gemeinderat als auch die Schöffen direkt von den Bürgern gewählt werden, um die Repräsentanz unterschiedlicher Sprachgemeinschaften in der Gemeinde zu garantieren.
Noch eigenartiger ist die sprachliche Situation in den Gemeinden der „Platdütschen Region“, nämlich in Baelen (Balen), Plombières (Bleyberg/Bleiberg/Blieberg) und Welkenraedt (Welkenrath/Welkenraat). Diese zwischen der Voerstreek und der Deutschsprachigen Gemeinschaft gelegenen Gemeinden, in denen die Bevölkerung von alters her einen niederländisch-deutschen Grenzdialekt spricht (von 19.000 Einwohnern im Jahr 1987 sprachen immerhin 16.000 Einwohner „Platdiets“), kamen durch die Festlegung der Sprachengrenze an den äußersten nordöstlichen Rand des frankophonen Gebietes, jedoch wurde per Gesetz die Möglichkeit offengelassen, später noch Fazilitäten in Verwaltungsangelegenheiten für Niederländisch- und/oder Deutschsprachige einzurichten („Ruhende“ Fazilitäten). Offiziell wurde in den Verwaltungen dieser Gemeinden kein Gebrauch von diesen Fazilitäten gemacht, jedoch beschlossen diese drei Gemeinden vor einigen Jahren, mit Rücksicht auf ihre (inzwischen stark angewachsenen) deutschen Minderheiten Fazilitäten auf freiwilliger Basis einzuführen. Die Fazilitäten im Bereich des Schulunterrichts gelten auch für nichtfrankophone Einwohner der Gemeinden Baelen, Plombières und Welkenraedt, hier beschlossen die Gemeinden im Jahr 2001 mit der Bereitstellung von informellen deutschen Spracheinrichtungen zu beginnen. Dies geschah aufgrund des Zustroms von deutschsprachigen Menschen aus der deutschsprachigen Gemeinschaft Belgiens sowie aus dem Aachener Raum. Für die, in den Gemeinden lebenden niederländischsprachigen Bürgern gibt es bisher keine niederländischsprachigen Einrichtungen. 
Nicht einheitlich ist die sprachliche Präsentation der offiziellen Websites solcher Fazilitäten-Gemeinden und die Sprachgesetzgebung berührt diesen Punkt ohnehin nicht. Die Website der Gemeinde Comines-Warneton (Komen-Waasten) steht nur auf Französisch, in Enghien (Edingen), Flobecq (Vloesberg) und Mouscron (Moeskroen) wie auch in fünf flämischen Fazilitäten-Gemeinden entlang der Sprachgrenze zweisprachig zur Verfügung. Die Gemeinde Herstappe (weniger als 100 Einwohner) hat keine Website ins Internet gestellt. Die Websites der Gemeinden in Ostbelgien sind in aller Regel mindestens zweisprachig (D/F), die von Malmedy, Weismes (Waimes) und Plombières sogar dreisprachig (F/D/NL), während die Gemeinden Baelen und Welkenraedt auf ihren offiziellen Websites derartige „Fazilitäten“ nicht anbieten.
Bis in die Gegenwart werden in einigen Orten zwei- oder dreisprachige Ortsschilder von Einwohnern nicht akzeptiert und regelmäßig mit Farbe teilweise unkenntlich gemacht, so z. B. in Voeren, Kanton Sankt Vith und auch auf den belgischen Autobahnen A3 und A27.

## Fazilitäten-Gemeinden in Belgien
(Stand nach den kommunalen Zusammenschlüssen 1977, die in der jeweiligen Amts- und Regionalsprache gebrauchte Namensversion ist vorangestellt)
Gemeinden an der Sprachgrenze in der Flämischen Gemeinschaft mit Fazilitäten (Gemeinden mit Spracherleichterungen) für Frankophone:
- Bever (Biévène)
- Herstappe
- Mesen (Messines)
- Ronse (Renaix)
- Spiere-Helkijn (Espierres-Helchin)
- Voeren (Fourons)

Gemeinden an der Sprachgrenze in der Französischen Gemeinschaft mit Fazilitäten für Niederländischsprachige:
- Comines-Warneton (Komen-Waasten)
- Enghien (Edingen)
- Flobecq (Vloesberg)
- Mouscron (Moeskroen)

Zur Flämischen Gemeinschaft gehörende Randgemeinden der Agglomeration Brüssel mit Fazilitäten für Frankophone:
- Drogenbos
- Kraainem
- Linkebeek
- Sint-Genesius-Rode (Rhode-Saint-Genèse)
- Wemmel
- Wezembeek-Oppem

Gemeinden in der Französischen Gemeinschaft Belgiens mit Fazilitäten für Deutschsprachige:
- Malmedy
- Waimes (Weismes)

Gemeinden in der Französischen Gemeinschaft Belgiens mit „ruhenden“ Fazilitäten für Niederländisch- und/oder Deutschsprachige (seit einigen Jahren mit „freiwilligen“ Fazilitäten für Deutschsprachige):
- Baelen (Balen)
- Plombières (Bleyberg/Bleiberg/Blieberg)
- Welkenraedt (Welkenrath/Welkenraat)

Gemeinden in der Deutschsprachigen Gemeinschaft Belgiens mit Fazilitäten für Frankophone:
- Amel (Amblève)
- Büllingen (Bullange)
- Bütgenbach (Butgenbach)
- Burg-Reuland
- Eupen
- Kelmis (La Calamine)
- Lontzen
- Raeren
- Sankt Vith (Saint-Vith)